# Karl Schreyer
Pour les articles homonymes, voir Schreyer.
Karl Schreyer, né le 13 mars 1891 à Seubersdorf in der Oberpfalz et mort le 8 août 1956 à Tegernsee, était un membre de la Sturmabteilung, où il avait le grade de « SA-Führer ».

## Biographie
Après avoir fini ses études secondaires en 1912, Schreyer sert dans l'armée bavaroise en tant que lieutenant. Il y rencontre Ernst Röhm. Il participe à la Première Guerre mondiale puis se retire en 1919, toujours avec le grade de lieutenant. En 1921, il est promu capitaine. De 1919 à 1929, il gère une banque qui fait faillite après le krach de 1929. Il est par la suite condamné à trois mois de prison pour diverses malversations financières.
À la demande de Röhm, il rejoint la Sturmabteilung (SA) le 1er février 1931. Il y a le grade de Standartenführer (colonel) avant d’obtenir, le 1er mars 1931, celui d’Oberführer (grade intermédiaire entre colonel et général). En tant que « Referent-IV-a », il travaille au sein de la direction de la SA, comme responsable de l’administration, des finances et du budget de l’organisation, ceci du 1er juillet 1932 au 20 novembre 1932. Ensuite, du 21 novembre 1932 au 30 juin 1934, il dirige le service « Abteilung-IV-a » et appartient au bureau administratif de la direction suprême de la SA. Le 1er mars 1933, il est nommé Gruppenführer (équivalent de général de division).
Lors de la Nuit des Longs Couteaux, il est la dernière victime désignée de la purge : embarqué dans une voiture pour être fusillé à la prison de Lichtervelde, à 4 heures du matin, le 2 juillet 1934, il est sauvé par l'arrivée d'un SS-Standartenführer de la Leibstandarte qui transmet l'ordre d'Hitler d'arrêter les exécutions. Cependant, il est rapidement exclu de la SA et détenu un certain temps au camp de concentration de Columbia.